# Heisteria barbata
Heisteria barbata là một loài thực vật có hoa trong họ Olacaceae. Loài này được Cuatrec. mô tả khoa học đầu tiên năm 1955.